# Kaulocystyda

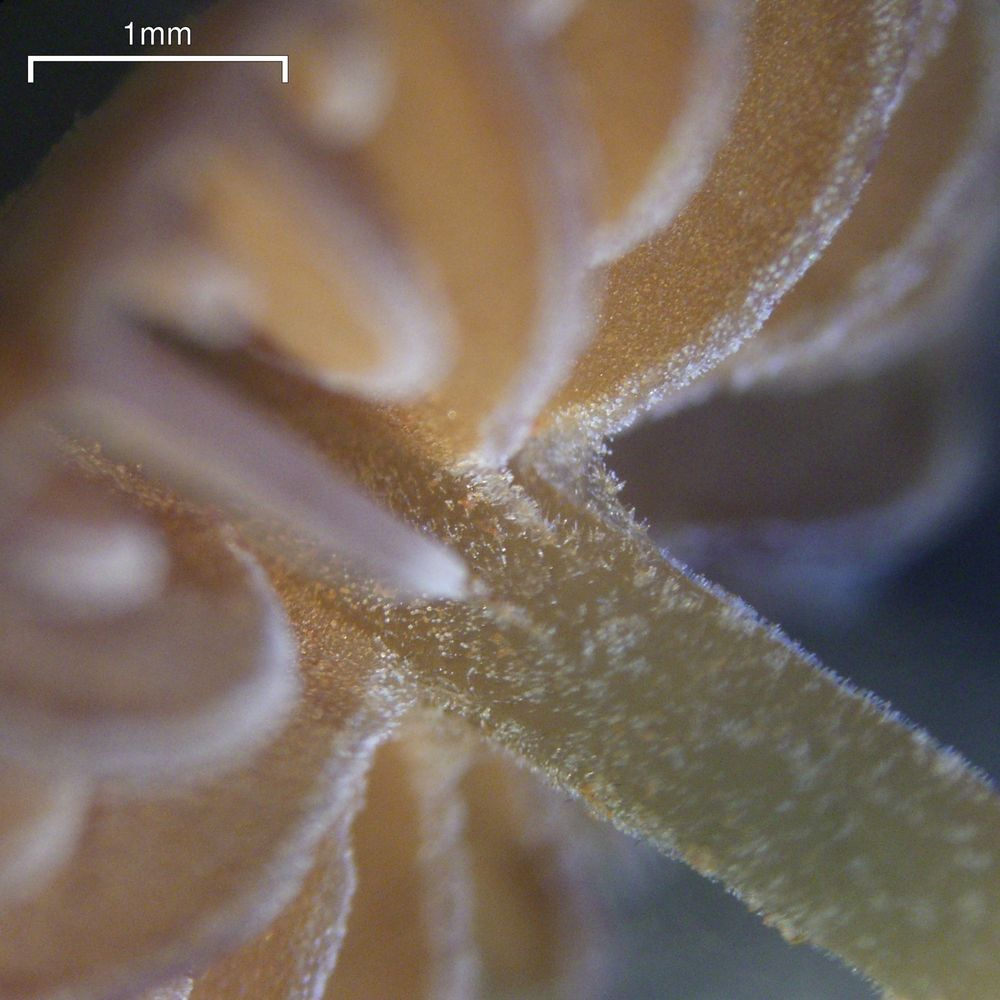

Kaulocystydy (łac. caulocystidium, l.mn. caulocystidia) – rodzaj cystyd występujący w skórce trzonu niektórych grzybów. Odgrywają dużą rolę przy oznaczaniu gatunków. Mogą występować na całej powierzchni, lub tylko w określonych miejscach, zwykle w górnej części trzonu. Jeżeli są liczne i duże, można je zobaczyć przez lupę, a nawet gołym okiem – trzon wygląda, jak gdyby był oszroniony. Często jednak niezbędny do ich obserwacji jest mikroskop. Kaulocystydy występują np. u grzybóweczki mcholubnej (Mycenella bryophila), u niektórych strzępiaków (Inocybe), łysaków (Gymnopilus), Coprinellus.